# خوسيه ريفيرا
خوسيه ريفيرا (2 يوليو 1977 في الولايات المتحدة - ) هو لاعب كرة طائرة بورتوريكو في مركز ضارب خارجي ‏.

## وصلات خارجية
- خوسيه ريفيرا على موقع الاتحاد الأوروبي (الإنجليزية)
- خوسيه ريفيرا على موقع دوري الدرجة الأولى الإيطالي للكرة الطائرة - رجال (الإيطالية)